# Secamone castanea
Secamone castanea är en oleanderväxtart som beskrevs av J. Klackenberg. Secamone castanea ingår i släktet Secamone och familjen oleanderväxter. Inga underarter finns listade i Catalogue of Life.